# Фулин
Фули́н (кит. упр. 涪陵, пиньинь Fúlíng) — район городского подчинения города центрального подчинения Чунцин (КНР). Название в переводе означает «могилы у реки Фу» (Фушуй — старое название реки Уцзян).

## География
Район Фулин расположен в центральной части города Чунцин. Рельеф района холмистый, через него проходит река Янцзы. Средняя высота над уровнем моря колеблется между 200 дои 800 метрами, максимальная высота 1977 м, высота самой низкой точки 138 м.
Район относится к району с субтропическим влажным муссонным климатом. Среднегодовая температура +18,1ºС, среднегодовое количество осадков 1072 мм, безморозный период длится 317 дней, число часов солнечного сияния в год — 1248 часов.

## История
В древности существовало царство Ба, и здесь были захоронены некоторые из его правителей. В период Воюющих царств эти земли были завоёваны царством Чу, которое в свою очередь было завоёвано царством Цинь. Империей Цинь в этих местах в 277 году до н. э. был создан уезд Цзи (枳县).
При империи Суй в 593 году был образован уезд Фулин. При империи Тан в 618 году была образована область Фу (涪州), в которую входили уезды Фулин, Улун и Лунхуа. Начиная с империи Юань область Фу была подчинена Чунцинской управе (重庆府), а уездные структуры в её составе были постепенно ликвидированы.
После Синьхайской революции и образования Китайской республики область Фу в 1913 году была преобразована в уезд Фулин провинции Сычуань. После образования КНР он был подчинён Специальному району Фулин (涪陵专区), в который наряду с ним вошли также уезды Наньчуань, Фэнбу, Шичжуан, Улун, Пэншуй и Чаншоу. В 1952 году Специальному району Фулин были переданы три уезда из состава специального района Сиян, а в 1953 году в его подчинение перешёл и уезд Дяньцзян. В 1958 году уезд Чаншоу был передан под юрисдикцию Чунцина. В 1968 году Специальный район Фулин был преобразован в Округ Фулин (涪陵地区). В 1983 году уезд Фулин был преобразован в городской уезд.
Указом Госсовета КНР от 5 ноября 1995 года Округ Фулин был преобразован в городской округ (подчиняющийся властям провинции Сычуань), а уезд Фулин стал районами Цзичэн (枳城区) и Лиду (李渡区) в его составе. 15 сентября 1996 года власти провинции Сычуань доверили управление городским округом Фулин властям Чунцина (который сам тогда подчинялся властям провинции Сычуань). 14 марта 1997 года городской округ Фулин официально перешёл под юрисдикцию Чунцина (который в июне вышел из-под юрисдикции провинции Сычуань, став городом центрального подчинения). 20 декабря 1997 года городской округ Фулин был расформирован, а районы Цзичэн и Лиду были объединены в район Фулин.

## Административно-территориальное деление
Район Фулин делится на 5 уличных комитетов, 18 посёлков и 22 волости.

- Уличные комитеты: Дуньжэнь (敦仁街道), Чунъи(崇义街道), Личжи (荔枝街道), Цзянбэй (江北街道), Цзяндун (江东街道).
- Посёлки: Цинъян (青羊镇), Лунцяо (龙桥镇), Линьши (蔺市镇), Чжэньань (镇安镇), Ихэ (义和镇), Лиду (李渡镇), Цинси (清溪镇), Байтао (白涛镇), Чжэньси (珍溪镇), Наньто (南沱镇), Цзяоши (焦石镇), Мау (马武镇), Лунтань (龙潭镇), Буцзы (堡子镇), Синьмяо (新妙镇), Шито (石沱镇), Чжихань (致韩镇), Байшэн (百胜镇).
- Волости: Чжунфэн (中峰乡), Цзюаньдун (卷洞乡), Цзыли (梓里乡), Тунлэ (同乐乡), Минцзя (明家乡), Тяньтай (天台乡), Цунлинь (丛林乡), Лоюнь (罗云乡), Шаньво (山窝乡), Тайхэ (太和乡), Синьцунь (新村乡), Хуэйминь (惠民乡), Лянхуэй (两汇乡), Шихэ (石和乡), Шилун (石龙乡), Жэньи (仁义乡), Даму (大木乡), Цзюдянь (酒店乡), Цзюйбао (聚宝乡), Цзэнфу (增福乡), Тудипо (土地坡乡), Улиншань (武陵山乡).

## Экономика

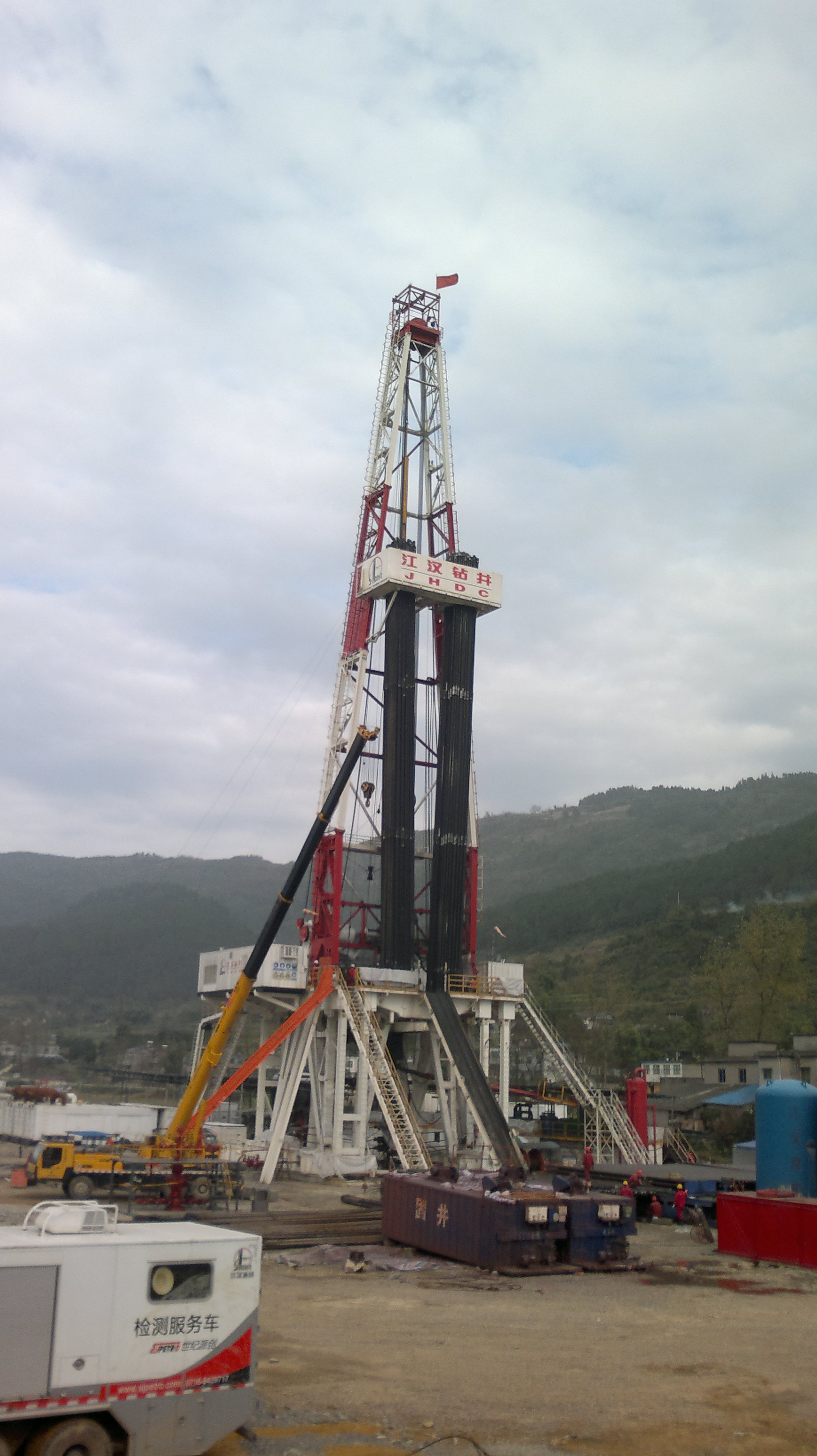
Добыча газа

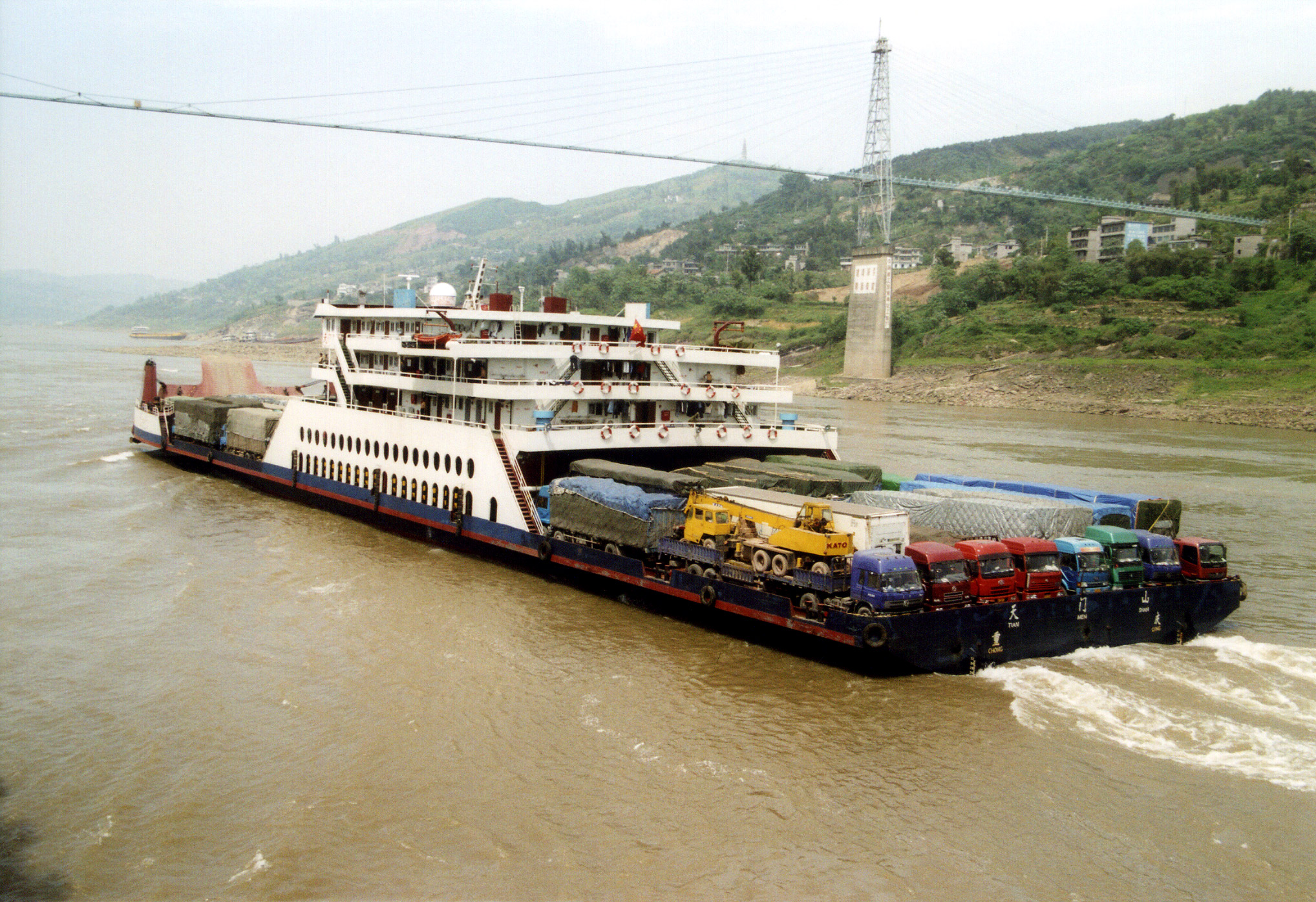
Паром на Янцзы

В Фулине расположено крупное месторождение сланцевого газа компании Sinopec, введённое в коммерческую эксплуатацию в 2014 году. По итогам 2022 года в Фулине было добыто около 7,2 млрд кубометров природного газа, в 2024 году добыча составила 8,5 млрд кубометров. Месторождение обеспечивает газом не только Чунцин, но и другие города вдоль Янцзы.
Фулин является крупным центром по производству соленых стеблей горчицы «чжацай». Маринование горчичных стеблей зародилось в Фулине в конце XIX века. По состоянию на 2024 год в Фулине работало 197 сельскохозяйственных кооперативов и 41 компания, которые производили более 100 видов продукции из соленых горчичных клубней и стеблей; сектор обеспечивал работой свыше 600 тысяч человек. «Чжацай» экспортируют более чем в 80 стран и регионов мира; этот бизнес достиг оборота свыше 14 млрд юаней (1,93 млрд долл. США).